# Heinrich von Zeissberg

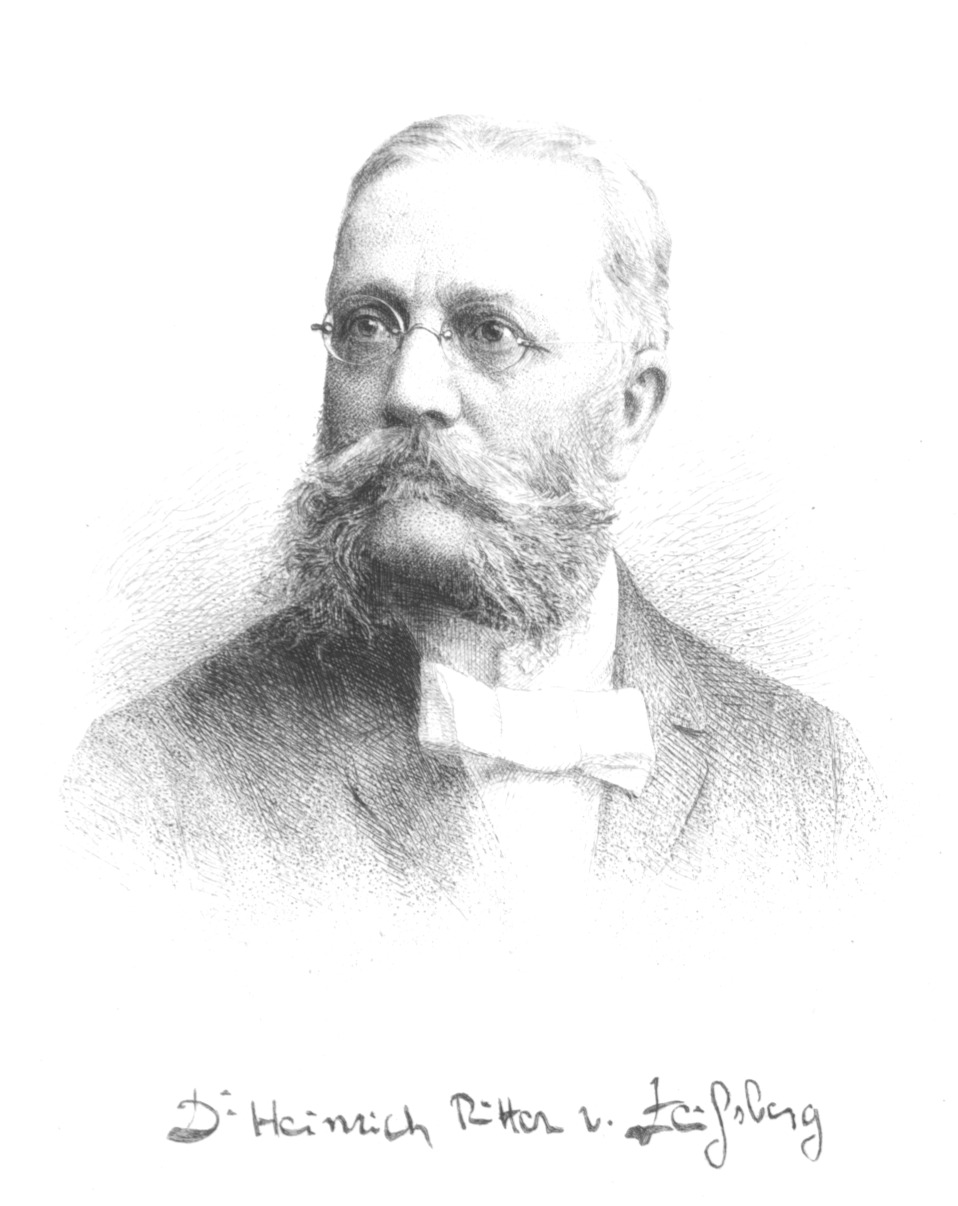
Retrato de Heinrich Ritter von Zeissberg

Heinrich Ritter von Zeissberg (Viena, 8 de julio de 1839 - 27 de mayo de 1899) fue un historiador austriaco. En 1865 se convirtió en profesor de Historia en la Universidad de Leópolis. En 1871, partió a Innsbruck. En 1873 fue nombrado profesor en la Universidad de Viena, donde fue el tutor de historia del príncipe Rudolph. En 1891 se le nombró director del instituto vienés de investigación histórica y en 1896 director de la Biblioteca Imperial de Viena. Abandonó sus cargos profesionales en 1897; fallecería en 1899.
Sus obras tratan principalmente de la historia de Austria y Polonia, entre ellas pueden destacarse: Die polnische Geschichtsschreibung des Mittelalters (Leipzig, 1873), Arno, erster Erzbischof von Salzburg (Viena, 1863); Die Kriege Kaiser Heinrichs II. mit Herzog Boleslaw I. von Polen (Viena, 1868); Über das Rechtsverfahren Rudolfs von Habsburg gegen Ottokar von Böhmen (Viena, 1887); Der österreichische Erbfolgestreit nach dem Tode des Königs Ladislaus Posthumus, 1457-58 (Viena, 1879); Zur deutschen Kaiserpolitik Oesterreichs: ein Beitrag zur Geschichte des Revolutionsjahres 1795 (Viena, 1899); Zwei Jahre belgischer Geschichte 1791-92 (Viena, 1899), Belgien unter der Generalstatthalterschaft Erzherzog Karls 1793-94 (Viena, 1893-94); Erzherzog Karl von Oesterreich. Lebensbild (Viena, 1895) y Franz Josef I. (Viena, 1888). Editó tres volúmenes de Quellen zur Geschichte der Deutschen Kaiserpolitik Oesterreichs während der französischen Revolutionskriege 1790-1801 (Viena, 1882-1885, 1890).